# 愛沢のあ
愛沢 のあ（あいざわ のあ、1998年9月19日 -  本名　中島優美  なかじま ゆみ）は、日本のAV女優。カプセルエージェンシー所属。

## 略歴・人物
2018年2月に「成沢めい（なるさわ めい）」の芸名でAVデビュー。所属事務所はクローネ。
2019年11月に「愛沢のあ」として再デビュー。所属事務所はカプセルエージェンシー。
2022年5月～9月にかけて中国のAVに「桥本爱菜」「小林纱织」として14本出演している。
2022年10月に香港・九龍尖沙咀で売春したとして香港警察に逮捕された。週刊女性PRIMEでは愛沢名義になってから1本しか撮影が確認されていないことから、コロナ禍およびAV出演被害防止・救済法施行の影響を受け、目減りした収入を埋め合わせようとした行動だったのではないかと報道された。
尚、その際に実年齢27歳と公表された為、年齢詐称も発覚した。

## 出演作品

### アダルトDVD
「成沢めい」名義
2018年
- 女優名、未定。 AVデビュードキュメント シロウト以上、女優未満。 vol.01 18歳のお嬢様 めいちゃん(仮)（2月23日、プレステージ）※「めい」名義
- 変態ぴ〜ぷる 2（3月30日、プレステージ）
- 欲求不満な名門女子大生が気弱なクラスメートを媚薬痴漢 強烈発情したJD2人組と悶絶痙攣レズ逆3P（4月6日、DOC）
- 個人撮影会で予約が即完売する人気No.1個撮アイドル かなちゃん(20才)の裏の顔を暴き生々しいプライベートSEXを激撮! そのままAV発売! ナンパJAPAN EXPRESS Vol.76（7月25日、ナンパJAPAN）※「かな」名義
- 健康診断 乳首こねくり回し痴漢 全員中出しVer.（10月7日、アパッチ）
- 「ダメ!気持ち良すぎて腰が止まらない!!」 義理の妹がこんなにもいやらしいなんて!! スケベすぎる義理の妹とまさかの3Pで上の口でセルフイラマしながら下の口では腰を上下に激しく動かす高速ピストンで乱れまくり!! 突然出来た義理の妹は地元で有名なヤリマン女子校出身でとにかくスケベ!!しかも酔っ払った時には手が付けられない!!友達と自分の部屋で部屋飲みしていたら暇していた義妹が参加してきた!!酔っ払ったら徐々にスイッチが入り気づいた時にはキスしまくるわ感じまくるわイキまくるわで手が付けられないほどの超スケベ娘に!!しかもしかも友達のチ○ポをセルフイマラしながらボクにセックス懇願!!友達のチ○ポを離さずに腰を上下に動かすハードピストンで何度も何度もイキまくり!!（10月19日、Hunter）
- 大人しそうな眼鏡美人コンビニ店員は超ドS!? 万引きをした男子学生をバックヤードで目隠し拘束! ウブそうな男子学生を性的制裁!自分勝手に弄んで犯しまくる!（11月7日、アパッチ）
- 新米美人先生が射精の早さに悩む男性の早漏改善トレーニングに挑戦!! 触れるだけで暴発しそうになる敏感チ○ポをやさしく励ましお互い気持ちよくなる連続生中出しSEX!! 総射精31発（12月21日、DOC）

2019年
- 奥手でまじめな女子○生が敏感クリトリスいじりっぱなし絶頂体験!! カラダの中で最も感じるクリトリスをずーっとこねくり回しデカチンSEXで連続絶頂！連続生中出し! 合計14発!（1月11日、DOC）
- あの有名大富豪のひとり娘頂き、す極汚した 大富豪は見ないで（1月12日、MERCURY）
- 学園祭で見つけた!10代限定!素人ガチナンパ!（2月7日、桃太郎映像出版）
- マジックミラー号で口説けなく下車したガードの固い素人娘が超強力媚薬で身体をくねらせ豹変イキ しまいにはキスだけで失禁アクメ! 2 〜口説けなかった一部始終も見せます編〜（2月7日、SODクリエイト）
- 社内（恥）訓練 災害とユーザー様はいつやって来るか分からない!? 業務中の社内で、突然の恥ずかし過ぎる激エロ対策講座（3月7日、SODクリエイト）※「大崎美奈」名義
- 本当にあったマッサージ師の、おいしい体験談（3月8日、MAGIC）
- 顔出し!働く美女限定 ザ・マジックミラー 街頭調査! 職場の同僚と日本一エロ〜い車の中で2人っきり♥ 9 理性と性欲どちらが勝つのか!? in池袋  同じオフィスで働く男女に突然のSEX交渉!! 人生初の真正中出しスペシャル! 2枚組8本番!（3月19日、ディープス）
- 女子大生をギャラ飲みでハメれるかガチ検証! お持帰りして2人組を順番にはしごハメ出来るのか!?（4月10日、ホットエンターテイメント）※「みれい」名義
- 舞ワイフ 〜セレブ倶楽部〜 121（4月25日、AROUND）※「吉高梢」名義
- 父が再婚して突然できた思春期女子○生の妹は僕のチ○コに興味津々!チ○コを奪い合う勃ちっぱなしハメっぱなしイキっぱなし中出し大乱交!（4月25日、アイエナジー）
- 伊豆長岡温泉で見つけた美乳女子大生限定 タオル一枚 男湯入ってみませんか? 〜特別ミッション「男性客のあそこの湯しずくを全部舐め取ってあげる」で女の子全員のノド奥に暴発射精合計15発SP!!〜（5月9日、SODクリエイト）※「さな」名義
- 癒し系スケベ娘、発情中。（8月13日、S-Cute）
- 患者のセクハラに強く抵抗できない気弱なナースは『止めてください…』と言いつつ、密かに感じまくってるむっつりド淫乱!! 溜まりに溜まったムラムラが我慢できず患者に反撃の逆セクハラ! 乳首舐めスパだー騎乗位で何回イってもイキ止まらない高速ピストンで何度も中出しを求められた!（8月19日、ゴールデンタイム）
- 逆媚薬オマ○コ責め!! ソソるお茶くみ女子社員に媚薬を盛られフル勃起!! 弄ばれた俺のチ○ポ! 隠語全開で机の下でチ○コを握られグリグリされて、上司にバレたら首になると焦る俺をじらしまくり、ハアハア限界な俺のチ○ポは楽しそうに全部飲み込まれてしまいました!（9月26日、SOSORU×GARCON）
- 気が滅入るような連日の陰湿なセクハラに屈してしまう気弱看護師（10月7日、お夜食カンパニー）

「愛沢のあ」名義
2019年
- 上・京・物・語 東京デビューからのAVデビュー（12月25日、マックス・エー）

「桥本爱菜」名義
2022年
- XKG058 偷吃旧爱 / 我那爱吃肉棒的初恋
- XKYP005 约啪日本超甜爱豆随意玩弄清纯偶像

- JD121 父子轮啪家庭教师 多人轮番口爆内射
- JD122 夜勤病栋
- JD130 夜勤病栋-下/ 揭开真相5p淫乱
- PS023 Pussy Hunter 搭讪传单打工女
- 夏日性爱运动会EP1 节目篇 / 超自然震动 塞着跳蛋的青春美少女
- 夏日性爱运动会EP2 节目篇 / 精油摔跤 浑身酥麻的电流急急棒
- 夏日性爱运动会EP2 AV番外篇 / 终极惩罚 性爱大队接力 急速射精交棒
- 夏日性爱运动会EP3 节目篇 / 蜜汁四溅 水枪大对决 我比你更湿
- 夏日性爱运动会EP3 AV番外篇 / 接受吧 落败者的双飞
- 夏日性爱运动会EP4 节目篇 / 限时车轮战 跳蛋扭扭乐

「小林纱织」名義
2022年
- 91特派员 / 网红中国零食初体验 50万粉丝反差婊 自慰喷水粉穴特写
- 91制片厂 迷情同学会-上集 / 厕所榨精连续潮喷

### アダルトVR
「成沢めい」名義
2019年
- 媚薬オイルマッサージ盗撮VR 高感度極小VRカメラで撮影されたマッサージ店で行われていたエロ施術の一部始終（4月26日、変態紳士倶楽部）
- チ○ポビンビンCFNM学園VR 今年から共学になった女子校に入学したら男が1人しかいなくて、あげくの果てに制服が無いので全裸で過ごすように言われ、チ○ポ丸出しで学園生活を送る事になったボク!!（5月8日、ワンズファクトリー）
- 都内某有名私立大学 ネットで噂の○○サークル 上京したばかりの普通男子のボクがなぜか異常にツキまくりモテまくるハーレム新歓コンパ!!（5月14日、ワンズファクトリー）

## 新聞
- デイリースポーツ 2019年12月20日 - インタビュー